# Sudějov
Sudějov é uma comuna checa localizada na região da Boêmia Central, distrito de Kutná Hora.